# José María Peñaranda
José María Peñaranda Márquez (Barranquilla, 11 de marzo de 1907-Barranquilla, 6 de febrero de 2006) fue un compositor colombiano de música popular costeña como cumbia, porros, merengues y otros aires caribeños.

## Biografía
De humilde origen, empezó trabajando en diversos oficios: albañil, plomero, electricista. Pero ya entonces cantaba con guitarra o tiple. Su perenne acordeón vendría después, y la fama le llegaría en 1941, cuando inspirado en una leyenda costeña, compuso El Hombre Caimán, que luego sería mundialmente conocida como Se va el caimán. El reptil llegó a tener doble sentido político, encarnándose en jefes de Estado de larga duración que se van, se van y duran.  
En sus años de juventud realizó giras por Colombia con el cuarteto de cuerdas 'Peñaranda y sus Muchachos' acompañado de los también músicos barranquilleros Gabriel Garcia Movilla, Abigail Cassiani Salcedo, Nicolás Ortiz y José De La Cruz.
Falleció el 5 de febrero de 2006 en Barranquilla.

## Obra
Interpretó y grabó su música en gran parte del Caribe y Estados Unidos, y sus piezas estuvieron en el repertorio de artistas como Nelson Pinedo y La Sonora Matancera. Al menos dos de sus éxitos, Se va el caimán y Me voy pa' Cataca (más tarde grabado por La Sonora Matancera como Me voy pa' La Habana), son ampliamente conocidas. 
Además de las conocidas El hombre caimán y Me voy pa' Cataca, suelen citarse entre sus obras Cosecha de mujeres, Que le den, Celso, Las cuatro hijas, El coge-coge, La Opera Del Mondongo o Vuelve.
Se distinguió por lo picante de sus letras de doble sentido humorístico, que resultaba osado para la época, aunque trasladara al oyente la responsabilidad de interpretar el equívoco.